# Новеллы Юстиниана
Novellae Constitutiones (Новые конституции, греч. Νεαραί διατάξεις), или новеллы Юстиниана являются, наряду с Кодексом, Дигестами и Институциями, одним из основных разделов римского права, реформированного византийским императором Юстинианом I.
Несмотря на то, что известны и другие сборники новелл, например, новеллы Феодосия, в настоящее время под словом новеллы (в юридическом смысле) понимаются именно новеллы Юстиниана. Новеллы Юстиниана представляют наибольшую ценность для изучения социально-экономической и политической жизни Византии в VI веке, поскольку юридическая мысль в них, в отличие от остальных частей Corpus iuris civilis, меньше скована канонами классического римского права, а больше исходит из потребностей времени. Считается, что новеллы являются частью Corpus iuris civilis и являются «новыми» конституциями по отношению к Кодексу. Соответственно, точка зрения В. А. Сметанина, полагающего новеллы не входящими в «Корпус цивильного права», не является общепринятой.
Новеллы публиковались после завершения работ над остальными частями Corpus iuris civilis и потому, в случае расхождений, предпочтение следует отдавать им. Первоначальное намерение Юстиниана издать новеллы в виде официального сборника не было осуществлено, по-видимому, из-за смерти главы комиссии по систематизации законов Трибониана. Новеллы сохранились только в частных сборниках, крупнейший из которых состоит из 168 новелл; некоторые из которых были созданы при преемниках Юстиниана. Впоследствии большая часть новелл была включена в законодательный свод IX века Базилики. Стилистически новеллы отличаются от остального законодательства большим количеством риторических добавлений и некоторым многословием.

## Возникновение новелл

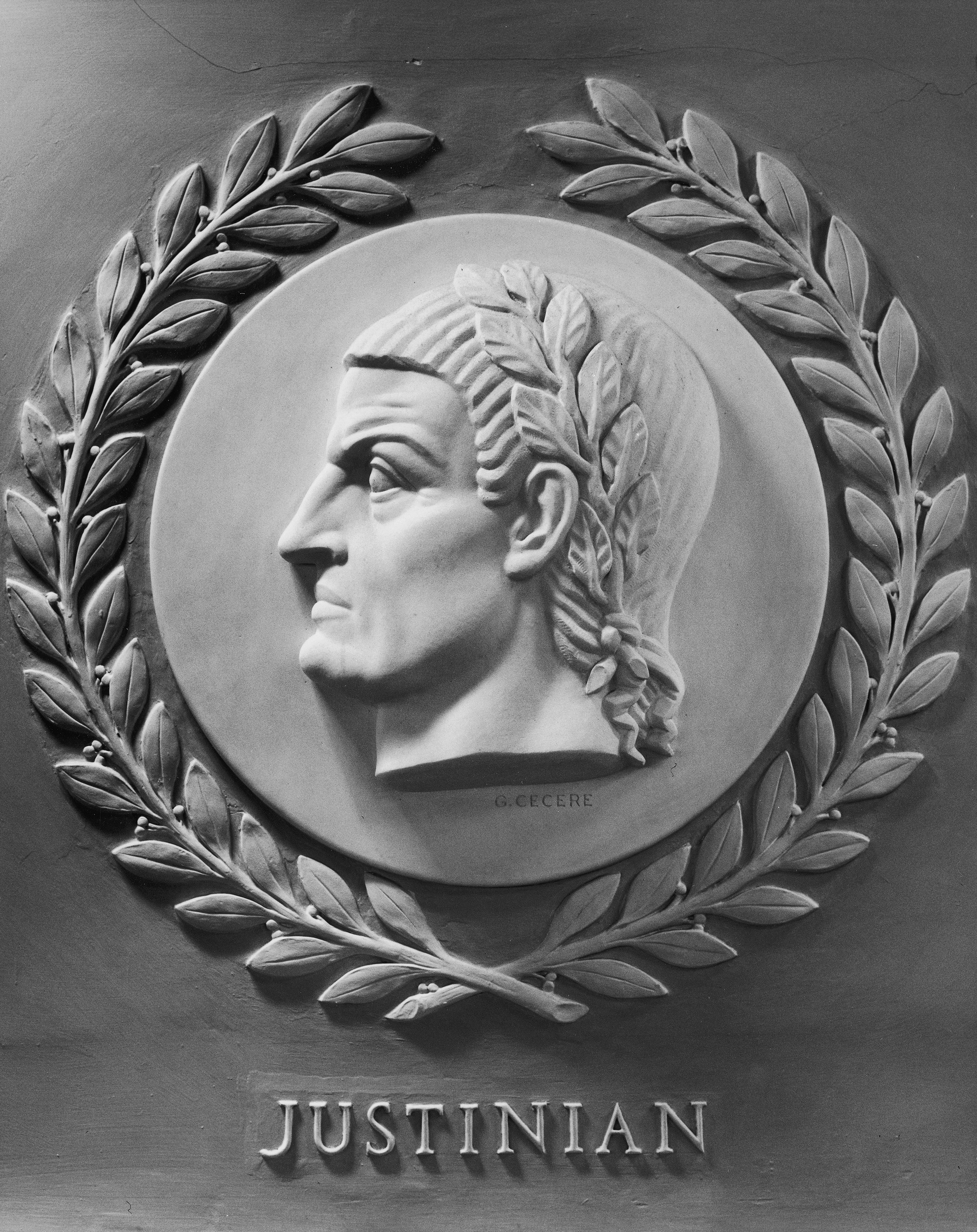
Юстиниан I. Скульптурный портрет работы Г. Чечере (1950), Капитолий, Вашингтон

13 февраля 528 года, почти ровно через сто лет после аналогичной инициативы императора Феодосия II, Юстиниан объявил сенату Константинополя о своём намерении создать новый сборник римского права. С этой целью была создана комиссия по упорядочиванию законодательства из десяти юристов во главе с Иоанном Каппадокийским, в результате усилий которой уже в апреле следующего года вышло первое издание т. н. лат. codex iustineaneus. 16 апреля он вступил в силу, отменив тем самым все предыдущие кодексы и конституции. В течение следующих двух лет был подготовлен сборник «пятидесяти решений» (лат. qiunquaginta decisiones), призванный устранить противоречия между трудами старых юристов. Этот сборник не сохранился и, возможно, не издавался в виде самостоятельного сборника, но некоторая часть этих решений вошла в вышедшее в 534 году второе издание Кодекса. Выпустив второе издание, Юстиниан успокоил своих подданных, объявив особой конституции «Cordi», что третьего издания не будет, а дальнейшие конституции будут выпускаться в виде отдельного сборника (лат. novellae constitutiones, quae post nostri codicis confectionem late sunt).
Фактически это обещание не было выполнено, и новеллы, начавшие появляться с 1 января 535 года в виде официального сборника, так и не вышли. Тем не менее, потребность в такого рода сборнике была, и усилиями частных лиц она была удовлетворена. Общее количество изданных новелл точно не известно. Только в двух греческих источниках приводятся точные значения. Согласно одному из них, некой греческой схолии, упомянутой Никколо Аламанни в его комментариях к первому изданию «Тайной истории» Прокопия Кесарийского, новелл всего было 168. По версии Матфея Властаря, приведённой в «Алфавитной синтагме», их было 170. Если верна первая цифра, совпадающая с количеством документов в греческом сборнике (см. ниже), из неё надо вычесть 11 новелл более поздних императоров, 4 лат. formas prefectorum и 4 дубликата, что даёт 153 новеллы Юстиниана, в число которых включены также 13 эдиктов, приравниваемых к новеллам.

## Общая характеристика

### Язык новелл
Поскольку сохранившиеся рукописные сборники новелл относятся к гораздо более позднему времени, чем время их составления, относительно языка, на котором они были исходно опубликованы, существуют разные точки зрения. Возможны три варианта: новеллы были изданы на греческом языке, латыни или на обоих языках сразу. В пользу латинской версии говорит то, что для самого Юстиниана, уроженца Иллирии, латынь, бывшая в то время языком делопроизводства, была родным языком. Однако при этом части империи, в которых латынь являлась основным языком, относились преимущественно к Западной Римской империи, либо были недавно отвоёваны (например, территориальные приобретения после Вандальской войны). С другой стороны, составленные при Феодосии и Валентиниане сборники были двуязычны, с целью сделать их понятными всем.  Вероятно, имели место все три случая для разных новелл.
Несмотря на то, что вопрос о том, какие новеллы появились на каком языке, интенсивно исследовался в XVIII—XIX веках, большего, чем косвенные предположения на основании темы новеллы или каких-то сопутствующих исторических обстоятельств, достичь не удалось.

### Виды новелл
Императорские конституции (лат. constitutiones principis), разделяются по назначению на:
- Эдикты (лат. edicta), провозглашаемые императором обществу в целом;
- Декреты (лат. decreta) относились к судебным решениям, сделанным либо судом первой инстанции или в апелляционной инстанции;
- Мандаты (лат. mandata) предписывали руководителю провинции предпринять некоторые действия;
- Рескрипты (лат. rescripta) — распоряжения по отдельным делам либо послания императора официальным или частным лицам.

Применительно к новеллам Юстиниана греческим правоведом С. Траяносом предложена классификация, согласно которой выделяют три группы законодательных актов: законы общего содержания, промежуточная форма и специальные законы (мандаты).

### Структура новелл
Сами новеллы имеют следующую структуру:
- лат. Inscription, в котором указывается, кому адресован документ и содержащий указание, что данный документ исходит от императора;
- лат. Praefatio или prooimion, описывающее проблему, решаемую данной новеллой;
- Собственно тело документа;
- лат. Epilogus, содержащий указания о том, как и кому этот закон должен быть доведён до сведения, и когда он вступает в силу.

Не во всех новеллах сохранились все части, в отдельных новеллах существуют структурные вариации.

## Издания и переводы

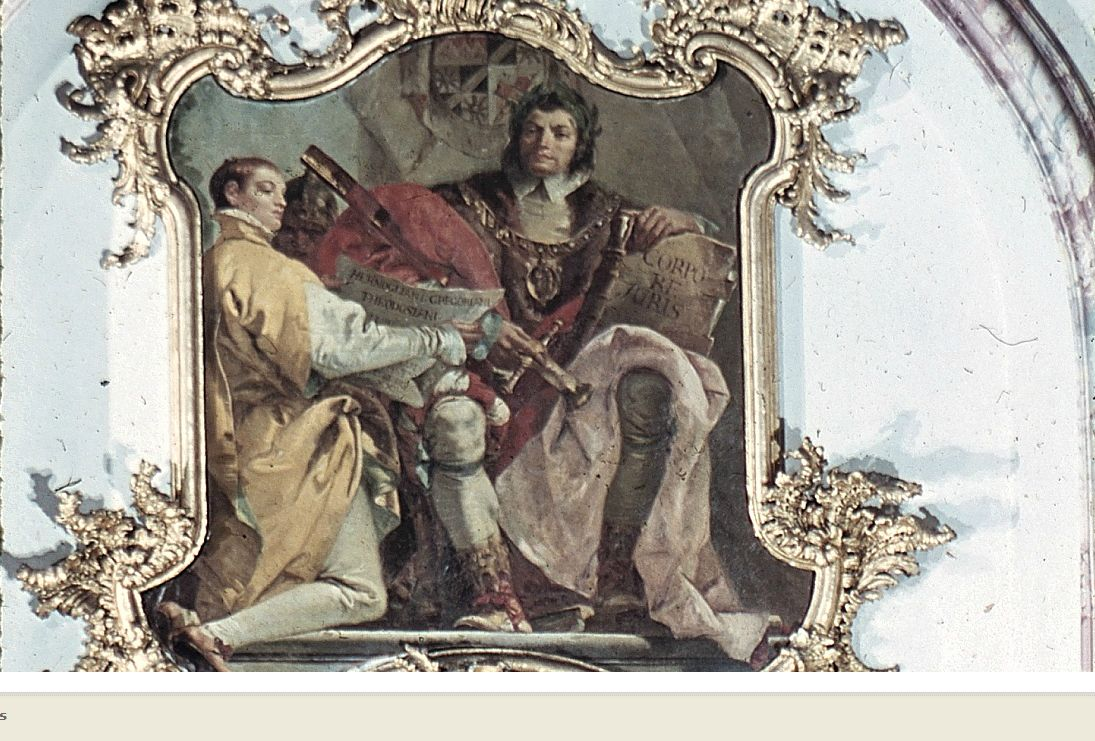
Император Юстиниан как создатель Corpus iuris civilis. Фреска Дж. Д. Тьеполо, Вюрцбургская резиденция

### Официальный сборник
Хотя Юстиниан не издал свои новые законы в виде официального собрания, его правительство имело их в форме коллекции, известной под названием Liber legum. Природа и назначение этого архива трактуются исследователями различно, и достоверно только то, что ведение этого архива находилось в компетенции квестора священного дворца. Возможно, с использованием материалов собрания составлялись частные сборники, о которых сказано ниже.

### Рукописные сборники

#### Epitome Juliani
Юлиан (лат. Iulianus), профессор права Константинопольского университета, составил старейшую дошедшую до нашего времени компиляцию новелл. Этот сборник, состоящий не из самих новелл, а из их латинских конспектов, появился, вероятно, в 556-557 учебном году в помощь преимущественно говорящим на латыни студентам и включал 124 новеллы, 2 из которых повторялись. В некоторых манускриптах встречается неразборчивое и краткое упоминание о 125-й новелле.
Этот конспект, в котором новеллы расположены в приблизительно хронологическом порядке, в силу времени своего составления, менее полон, чем последующие сборники. Однако одна из новелл встречается только в нём, а заметки на полях, связывающие новеллы с кодексом и дигестами, сделали этот сборник полезным для многих поколений студентов-юристов. Вероятно, что студенты, возвращаясь в Италию, брали с собой эти конспекты. Не известно в точности, какова роль Юлиана в процессе дальнейшего комментирования, однако в любом случае считается, что именно через этот сборник римское право проникало в Западную Европу в раннее Средневековье, тогда как другие части свода Юстиниана оказали существенно меньшее интеллектуальное воздействие.
Старейшие известные рукописи Еpitome Juliani относятся к VII или VIII веку, некоторые из них были изготовлены в период каролингского возрождения.

#### Authenticum
В XII веке Epitome Juliani утратили статус самого авторитетного издания новелл, уступив его более полному латинскому изданию, появившемуся в Болонье около 1100 года под названием лат. authenticum или лат. liber authenticum. Этот сборник из 134 новелл был назван так после того, как глоссаторы, включая знаменитого Ирнериуса, признали, что это официальный перевод, выполненный по распоряжению Юстиниана, а не подделка. После того, как версия об официальном происхождении сборника была опровергнута, сборник иногда называли лат. Versio vulgata.
Происхождение и причины создания Authenticum обсуждались более активно, чем для остальных сборников, из-за мнения первых исследователей о его официальном статусе. Предполагалось, что Юстиниан, издав в 554 прагматическую санкцию лат. pro petitio Vigili, распространившую действие кодекса на Италию, приказал подготовить официальную латинскую версию новелл. Хотя в XIX веке эту теорию и поддерживал Цахариэ фон Лингенталь, против неё говорило плохое качество перевода, не включение в сборник самой лат. pro petitio Vigili и включение законов, не имеющих отношение к Италии. Более того, если бы это был официальный перевод, не было бы необходимости в других переводах, тогда как есть свидетельства, что они существовали.
В настоящее время наиболее распространена точка зрения, что authenticum был создан в середине VI века. Вильгельм Кролл относит его к правлению Юстиниана, хотя, например, Моммзен относит время создания сборника к XI веку из-за его «варварской» латыни. Относительно места создания также нет единства во мнениях, есть сторонники как итальянского, так и константинопольского происхождения сборника. Разбиение новелл на главы появилось в издании Authenticum Антуана Леконта 1559 года, а в переиздании 1571 года появилось ставшее общепринятым впоследствии разделение на предисловие, главы и эпилог.
Authenticum включает в себя 133 новеллы, выпущенные в период с 535 по 556 годы, малая часть из которых изначально появилась на латыни или на латыни и греческом, и латинские переводы греческих новелл. Ещё одна новелла 563 года была добавлена в сборник позже. Соответственно, хотя authenticum и покрывает приблизительно тот же промежуток времени, что и Epitome Juliani, он более полон.
С началом использования данного сборника начался процесс отделения пригодных для использования в практике новелл (лат. ordinariae) от тех, которые оказались непригодными (лат. extravagantes или лат. authenticae extraordinariae). Первые, общим числом 97, были разделены на 9 лат. collationes по образцу 9 книг кодекса, а вторые на 3 collationes наподобие tres libri. Новеллы в сборнике расположены в грубом хронологическом порядке, при этом считается, что порядок после 124-й новеллы отсутствует.
Authenticum был чрезвычайно популярен и часто копировался во времена позднего Средневековья и Ренессанса. Известно 129 его рукописей, лучшая из которых «Венский кодекс».

#### Греческий сборник 168 новелл
Самый полный сборник, включающий 168 новелл, две из которых повторяются, а одна новелла доступна как в греческой, так и в латинской версиях, стал доступен около 1200 года. Большая часть из 165 новелл относится к периоду с 535 года, когда вышло второе издание кодекса, до 565 года, конца правления Юстиниана. Около 575 года сборник был дополнен четырьмя конституциями Юстина II, тремя конституциями Тиберия II и тремя или четырьмя эдиктами. Последние известны под греческим названием Eparchica.
Скорее всего, этот сборник принял известную нам форму в правление Тиберия, а его составитель или составители имели доступ к epitome Juliani и authenticum, что видно по существенным совпадениям в составе и порядке новелл. В венецианской рукописи сборник завершают 13 эдиктов Юстиниана, опубликованных преимущественно в 535 - 548 годах. Некоторые исследователи полагают, что они происходят из манускрипта, созданного в Александрии. Ни «Базилики», ни более поздняя византийская юриспруденция этих эдиктов не знает.
Современные версии греческой коллекции происходят от двух манускриптов, один из которых называется лат. Venetian или лат. Marcianus, так как хранился в Венеции в соборе Святого Марка, а другой лат. Laurentianus, так как хранился в Лаврентианской библиотеке Флоренции. Венецианская рукопись, созданная около 1190 года, считается лучшей, поскольку пострадала меньше при переписывании. Лаврентианская рукопись создана существенно позже, в XIV веке, и значительно запутана усилиями копиистов.
Рукопись, позднее ставшая венецианской, была создана в монастыре Санта-Мария дель Патир близ Россано в Калабрии. В XV веке рукопись перешла в собственность кардинала Виссариона, тратившего огромные суммы на коллекционирование рукописей. 31 мая 1468 года Виссарион, не имевший наследников, желая сохранить свою библиотеку, передал её в дар Венецианской республике, положив начало библиотеке святого Марка. Венецианская рукопись обильно откомментирована паратитлами, схолиями и критическими пометками. В ней ещё нет разделения новелл на главы, однако, согласно мнению Ноайя, она имеет признаки того, что такое разбиение планировалось.
После помещения в библиотеку св. Марка, с рукописи много раз снимали копии. Первым копию снял Виглиус (1507 — 1577). Рукопись Palatino-Vaticanus, хранящаяся в Ватиканской библиотеке, была скопирована с венецианского манускрипта в начале XVI века и стала основой издания Генри Скримджера 1558 года.
История флорентийского манускрипта менее изучена. Известно, что он находился в собственности семьи Медичи. Первая страница рукописи оторвана, и это не позволяет установить её происхождение. Она также прокомментирована, но в меньшем количестве, чем венецианская. В обоих рукописях отсутствуют латинские новеллы, однако во флорентийской дополнительно отсутствует 23 греческие, именно те же, которых нет в «Базилике». При этом в ней есть, в отличие от венецианской рукописи, новеллы Юстина II, Тиберия и Eparchica. В XVI веке исходная рукопись была повреждена и с тех пор обрывается на втором разделе 163 новеллы. Однако перед этим для Лодовико Болоньини (лат. Ludovicus Bolognius) была снята копия, не дошедшая до нашего времени, однако именно на основе этой рукописи Грегор Галоандер в 1531 году сделал первое печатное издание греческой коллекции новелл.

#### Другие сборники
Помимо описанных выше, существуют и другие сборники новелл, однако ни один из них не оказал сопоставимого влияния на развитие Западного законодательства.
- Epitome Athanasii — сборник конспектов 153 новелл, составленный, вероятно, в учебных целях, около 573 года византийским юристом и ритором Афанасием Эмесским. Все эти новеллы, кроме одной, есть в греческом сборнике 168 новелл. По сравнению с Epitome Juliani аннотации более подробны, а порядок новелл не хронологический, а упорядоченный в 22 тематические рубрики. Паратитлы Афанасия предоставляют дополнительную информацию, связывая новеллы с соответствующими разделами Кодекса и Дигест, а также давая теоретические пояснения[32].
- Epitome Theodori — составленный в период между 572 и 602 годами юристом Феодором Схоластиком из Гермополиса сборник конспектов греческого сборника. Новеллы в нём расположены в том же порядке, а его схолии, многие из которых были впоследствии включены в «Василики», довольно подробны. Тем не менее, сборник не был известен на Западе до XIX века, когда он был обнаружен в одном Афонском монастыре[33].

### Печатные издания

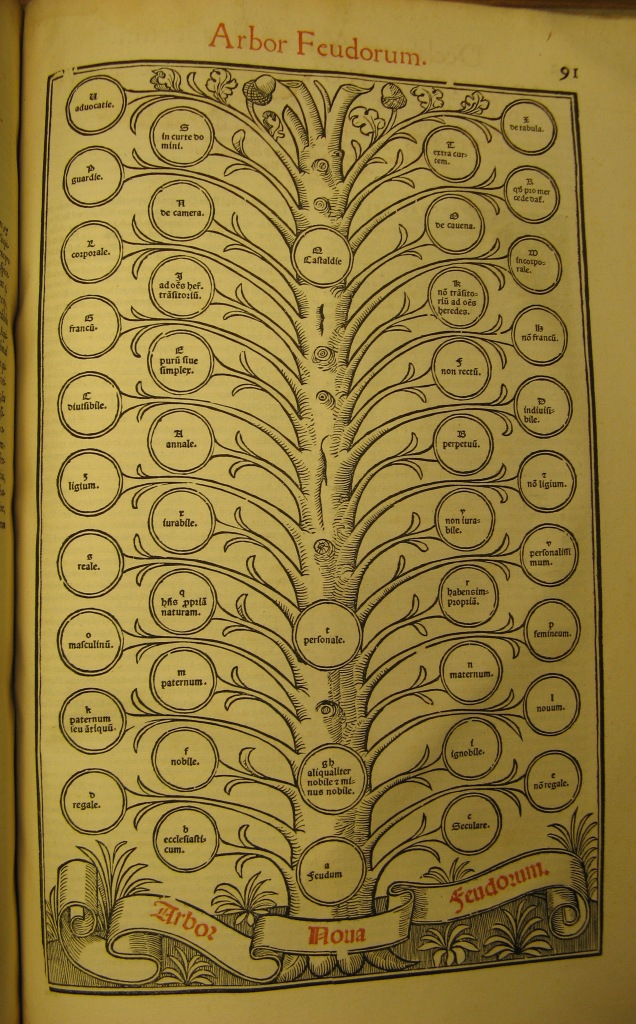
«Arbor feudorum» — схема феодальных прав, иллюстрация из лионского издания новелл 1553 года

В течение длительного времени новеллы были известны только в виде рукописных копий сборников, основные из которых перечислены выше. Первое печатное издание новелл, основанное на Authenticum, появилось в Риме в 1476 году как часть полного Corpus iuris civilis. Это пятитомное издание издание ввело схему разбиения свода Юстиниана на тома, которой длительное время придерживались последующие издатели: Дигесты в первых трёх томах, первые девять книг кодекса в четвёртом. Институции, три последние книги кодекса (лат. Tres libri) и новеллы образовывали т. н. лат. volumen parvum, малый том, называемый так в силу меньшей значимости своего содержимого.
Многочисленные ранние издания новелл придерживались порядка, заданного рукописью, на базе которой осуществлялось издание. Среди них отдельно следует отметить упомянутые выше издания Галоандера 1531 года и Скримджера 1558 года. Издание 1571 года, подготовленное Леконтом, основывалось как на Authenticum, так и на греческой коллекции. Издания XVII и XVIII веков не добавили многого к критике текста. Однако в XIX веке значительный прогресс в изучении римского права и палеографии привёл к появлению более качественных текстов и нескольких критических изданий на их основе. Тем не менее, продолжали появляться издания, в которых за основу были взяты непосредственно манускрипты. Так, в 1840 году Озенбрюгген выпустил издание, основанное на ключевых рукописях греческого сборника. В 1851 году появилось первое критическое издание Authenticum Хаймбаха, взявшего за основу Парижское издание Леконта 1559 года.
Научное издание Epitome Juliani выпустил 1873 году Густав Хэнель. Издание Цахариэ фон Лингенталя 1881 года, хотя и включало упорядоченные по датам эдикты преторианских префектов и императоров Юстина II и Тиберия II, не было принято благосклонно.
Наконец, в 1895 году вышло издание, ставшее эталонным. Монументальное editio stereotypa было подготовлено Теодором Моммзеном, Паулем Крюгером, Рудольфом Шёллем и Вильгельмом Кроллом. Оно включало в себя греческий, оригинальный латинский тексты из Authenticum, перевод на современную латынь и Epitome Juliani. Это издание, регулярно переиздаваемое, далеко превзошло все предыдущие и полностью их заменило.

### Переводы
Первые переводы появились в XIX веке на немецком языке. Из них наиболее значим перевод, подготовленный К. Э. Отто, Б. Шиллингом и К. Синтенисом для вышедшего в 1830 — 1833 годах издания Corpus iuris civilis. Английские переводы появились только в 1920-х годах и были выполнены независимо друг от друга Ф. Блюмом и С. П. Скоттом. Поскольку перевод Скотта был оценен невысоко, основным английским переводом вплоть до настоящего времени является версия Блюма, который использовал в своей работе издание Моммзена.
Полного перевода новелл на русский язык в настоящее время не существует. Отдельные церковные новеллы с комментариями опубликовал К. А. Максимович. Публикация перевода 13 новелл, предпринятая В. А. Сметаниным, получила неоднозначные оценки.

## Содержание новелл

### Общая характеристика
Большинство новелл Юстиниана посвящено правовым вопросам светского характера, однако 36 новелл имеют своим предметом церковное устройство и административное управление. Церковные новеллы посвящены преимущественно рассмотрению одного из трёх вопросов — церковного управления, духовенству и организации монастырской жизни. Из общей массы церковных новелл выделяются регулирующая вопросы церковной собственности новелла 120 и новелла 123, касающаяся различных сторон церковной жизни. Эти две новеллы, как и новеллы 117 и 118, посвящённые семейному праву и законам о наследовании, могут быть названы «кодифицирующими», поскольку они преимущественно повторяют более старые законы с небольшими изменениями.

### Административная реформа
15 апреля 535 года вышла 8-я новелла, в которой император откровенно разоблачал пороки сложившейся т. н. суффрагиальной системы замещения должностей, когда получение должности сопровождалось внесением некоторой суммы, называемой суффрагий (лат. suffragium), и сребролюбием оказались заражены все должностные лица. Согласно «Тайной истории», продажей должностей занимался и сам Юстиниан, и предшествующие ему императоры. Их примеру следовали чиновники всех уровней, а должности доставались тем, кто был готов заплатить за них больше. В конечном счёте, вся тяжесть этих расходов падала на население, которое должно было, помимо законных государственных налогов, платить и разного рода незаконные, но принудительные поборы.
В этой своей новелле император запрещает суффрагий, восстановив старый обычай, по которому новоназначенные правители обязывались вносить только сумму, строго определённую для каждой должности, в пользу учреждений, причастных к их назначению. Также было произведено разделение всех, кроме нескольких спектабильных, провинций на две категории: консульские и президальные. Плата за должности в консульских провинциях была выше.
В числе других мер, сформулированных в новелле, стало изменение административного управления в некоторых провинциях. Были упразднены Понтийские и азийские викариаты. За азийским викарием осталось только правление Фригией с титулом комита. Аналогичное изменение произошло с понтийским викарием, которому осталось военное и гражданское управление Галатией. Таким же образом были ограничены полномочия комита Востока. Представителям военной и гражданской администрации запрещалось иметь заместителей.
Вслед за 8-й новеллой был обнародован ряд других новелл по реорганизации провинций. Была восстановлена в прежнем виде Пафлагония, от которой была отделена Гонориада. Были объединены ранее разделённые на две части провинции Каппадокия и Понт. Новелла 24, датируемая 24 мая 535 года, учреждала должность претора в провинции Писидия, обладающего как военной, так и законодательной властью. Претору предписывалось «прежде всего пребывать в страхе Божием и Нашем, и никогда не замышлять ничего противоположно Нашим предписаниям».

### Церковные новеллы
Среди вопросов, рассматриваемых в церковных новеллах, выделяют три основных:
- De rebus sacris (О священных делах) — в то время, как законы 19—26 Кодекса посвящены только некоторым вопросам управления церковной собственностью, в новеллах прежде всего рассматривается вопрос об отчуждении церковного имущества. Новелла 7 запрещает это отчуждение в любой форме. Новелла 46 и дополняющие её новеллы 54, 55 и 67 это запрещение несколько смягчают. Новеллы 40 и 65 касаются церквей Иерусалима и Мизии. Новелла 120 отменяет все предыдущие и суммирует в одном законе всё законодательство по этому вопросу. Новелла 131 добавляет некоторые уточнения[43].
- De personis sacris (О священных персонах) расширяют положения законов 43, 46 и 51—54 Кодекса. О монахах и монахинях речь идёт в новеллах 5, 76, 79, 133 и главах 33—44 новеллы 123. Новелла 5 вместе с дополняющей её 76-й образуют основу соответствующего законодательства, новелла 79 определяет, что гражданское судопроизводство в отношении монахов и монахинь должно осуществляться епископами, новелла 133 дополняет положения главы 3 5-й новеллы о монашеском образе жизни. Также к этой теме можно отнести главу 1 новеллы 67, где идёт речь об устройстве монастырей и главу 5 новеллы 22, касающуюся расторжении брака при вступлении одного из супругов в монастырь. 9 новелл посвящены епископам и подчинённым им священнослужителям, а также диакониссам (3, 16, 6, 57, 83, 86, 123, 131, 137). основополагающей из них является шестая, касающаяся выборов епископа. Новелла 57 относится к клирикам, покинувшим свои монастыри. Новелла 83 распространяет положения 79-й новеллы на всех лиц духовного звания, а новелла 86 указывает, при каких обстоятельствах юрисдикция епископов может быть ещё более расширена. Новеллы 3 и 14 касаются духовенства Константинополя[44].
- De episcopali audientia (О епископском суде). Помимо упомянутых новелл 79, 83 и 86, вопросы епископского суда затрагивают новеллы 58, 67 и 123, а также частично ряд других[44].

Особое место среди церковных новелл Юстиниана занимает новелла 123, в 44 главах которой рассматриваются практически все вопросы церковного устройства. На её основе Иоанн Схоластик составил «Собрание в 87 главах», которое было переведено на славянский язык и получило распространение в древнерусской письменности. Современник Иоанна, юрист Афанасий Эмесский, использовал эту новеллу для составления «Эпитомы новелл». Также части этой новеллы вошли в «Номоканон XIV титулов», вошедший в переведённые в XII веке на древнерусский язык «Пандекты» Никона Черногорца.

### Гражданское право
Новеллы затрагивают большое количество вопросов гражданского права, в частности
- Новелла 18 (536 год) вводит в римское право понятие родства с целью уточнения законодательства о наследовании имущества[46];
- Новелла 120 наряду с двумя другими положила начало законодательству о па́риках[47].

## Дальнейшая судьба новелл

### В Византии
Одним из последствий борьбы иконопочитателей и иконоборцев в VIII—IX веках стал застой во всех науках, включая правоведение. Изменившаяся с воцарением македонской династии тенденция, известная как македонский ренессанс, и сопутствовавший ей расцвет во всех сферах жизни требовали изменений в законодательстве. Основной юридический документ предыдущей эпохи, «Эклога» Льва Исавра утратила своё значение, и юристы снова вернулись к своду Юстиниана, в течение длительного времени практически, кроме новелл, не использовавшегося. Однако использование Corpus iuris civilis было затруднено тем, что за прошедшие столетия в юридической практике место оригинальных частей свода заняли многочисленные толкования и греческие переводы, зачастую с разными переводами латинских терминов. С другой стороны, разделение свода на четыре части затрудняло его использование, при том, что многие его положения утратили актуальность.
В правление Василия I и его преемников было составлено большое количество законодательных сборников, важнейшими из которых являются Прохирон, Эпанагога и Базилики. Содержание Прохирона, составленного между 870 и 878 годами, в основном заимствовано из Юстинианова права, то есть из Дигест, Кодекса и новелл по сборнику 168. Этот сборник имел огромное значение и дошёл до нас в большом количестве копий. При этом сопоставление отдельных мест Прохирона с текстом источников Corpus iuris civilis показывает, что редакторы первого часто пользовались лучшими рукописями, чем те, которые лежат в основе современных изданий Кодекса и, в особенности, новелл. Изданная между 879 и 886 годами Эпанагога, являвшаяся фактически переизданием Прохирона, также имела большое значение. В эти труды, как и в составленные несколько позже Базилики, Новеллы вошли в форме сборника 168, однако позднейшие переписчики отдавали предпочтение версии из Epitome Theodori.

### В Западной Европе
По наблюдению немецкого историка права Макса Конрата, до XII века за пределами Италии римское право было известно преимущественно через Бревиарий Алариха и, в меньшей степени, через новеллы в форме Epitome Juliani. В каролингский период, несмотря на возрождение интереса к латинскому языку, с трудом можно проследить интерес к законодательству Юстиниана. Хотя известно некоторое количество рукописей этого периода, цитирование новелл редко и ограничивается преимущественно папскими посланиями. Считается, что своей относительно широкой известностью Epitome Juliani обязаны именно священникам, желавшим на основе византийского законодательства укрепить свой авторитет. Несколько более часто встречаются упоминания о новеллах в переписке и трактатах. Так, Исидор Севильский (ок. 560—636) в своих Этимологиях описывает четыре части Корпуса Юстиниана. Это описание, возможно, использовал Павел Диакон (ок. 720 — ок. 799). В IX—X веках такие упоминания почти не встречаются, практически единственным исключением является Historia Tripartita Анастасия Библиотекаря, который, возможно, основывался на Хронике Феофана Исповедника. Считающийся крупнейшим знатоком римского права в каролингский период Гинкмар Реймский (806—882) изредка цитировал Epitome Juliani после 865 и вряд ли имел рукопись этого труда в своём распоряжении. Ратрамн из Корби (ум. ок. 870) дважды цитировал Epitome Juliani в своём трактате по поводу спора о филиокве с греческой церковью. В X веке Регино Прюмский (ок. 840—915) включил две главы из Epitome Juliani в свой сборник церковных канонов, а относительно отца Одона Клюнийского (ок. 878—942) биограф счёл нужным сообщить, что тот был знаком с новеллами.
В Италии IX века появилось три крупных юридических сборника со значительными включениями законодательства Юстиниана, важнейшим из которых является созданный в северной Италии Lex Romana canonice compta. В этой состоящей из 371 юридического текста компиляции, 211 фрагментов взяты из Epitome Juliani. Причину такого интереса к римскому праву историки видят в потребности папства укрепить свой авторитет в условиях ослабления каролингской монархии, наступления мусульман и конфликта с Византией по поводу главенства в христианском мире. Итальянские сборники римского права X века преимущественно ограничивались новеллами и также были ориентированы на церковное использование. В целом, несмотря на достаточно обильное цитирование, можно сделать вывод об отсутствии сколько-нибудь значительного влияния законодательства Юстиниана в раннесредневековой Европе.
Начиная приблизительно с 1025 года, европейские правоведы начинают широко использовать документы, о которых они или их предшественники знали только понаслышке. Хотя причины этого изменения не вполне ясны, исследователями достаточно подробно изучено его распространение и развитие. В разных частях Италии стало появляться большое количество разнообразных юридических сборников, в том числе содержащих новеллы Юстиниана, как и прежде имеющие в своей основе разные переводы Epitome Juliani. Около 1080 года Corpus iuris civilis стал орудием в борьбе императора Генриха IV и папы Григория VII. Анонимный автор Defensio Henrici IV. Regis (ок. 1080—1084) свои аргументы в защиту позиции императора основывал, в том числе, на обширном цитировании Кодекса. В результате различных факторов количество содержащих законодательство Юстиниана рукописей к концу XI века значительно выросло.

### Сноски
1. ↑  В следующем учебном году Юлиан преподавал уже по-гречески[16].
2. ↑  25 = 120, 68 = 97[17].
3. ↑  75 = 104 и 143 = 150.
4. ↑  32 = 34.
5. ↑  140, 144, 148 и 149.
6. ↑  161, 163 и 164.
7. ↑  Патриарх Константинопольский в 565—577 годах.

### Издания
- Das Corpus Juris Civilis / Carl Eduard Otto, Bruno Schilling, Carl Friedrich Ferdinand Sintenis. — Leipzig: Verlag von Carl Flocke, 1830-1833.
- Das Corpus Juris Civilis / Albert	Kriegel. — Leipzig: Baumgarten, 1828-1843.
- Das Corpus Juris Civilis / Theodore Mommsen. — Berlin: Weidmann, 1889-1895.
- Избранные новеллы Юстиниана / В. А. Сметанин, ввод. ст., пер., комм.. — Екатеринбург: Издательство Уральского университета, 2005. — 340 с.

### Исследования
на английском языке
- Black's Law Dictionary / Bryan A. Gardner. — 7th ed.. — West Group, 1999. — 1738 p. — ISBN 0-314-22864-0.
- Fergus R. C. The Influence of the Eighteenth Novel of Justinian // The Yale Law Journal. — 1897. — Т. 7, № 1. — С. 26-39. — JSTOR 782721.
- Hartmann W., Pennington K. The History of Byzantine and Eastern Canon Law to 1500. — CUA Press, 2012. — 356 p. — ISBN 978-0-8132-1679-9.
- Humfress C. Law and Legal Practice in the Age of Justinian // ed. by Michael Maas The Cambridge Companion to the Age of Justinian. — Cambridge University Press, 2005. — С. 161-184. — doi:10.1017/CCOL0521817463.
- Kearley T. G. The Creation and Transmission of Justinian's Novels // Law Library Journal. — 2010. — Т. 102, вып. 3. — С. 377-397. Архивировано 26 декабря 2010 года.
- Maas M. Roman History and Christian Ideology in Justinianic Reform Legislation // Dumbarton Oaks Papers. — Dumbarton Oaks, 1986. — Т. 40. — С. 17-31.
- Radding C., Ciaralli A. The Corpus iuris civilis in the Middle Ages: manuscripts and transmission from the sixth century to the juristic revival / Vanderjagt A. — Leiden: Brill, 2007. — 277 p. — ISBN 90 04 15499 X.
- Schiller A. Roman Law: Mechanisms of Development. — Walter de Gruyter, 1978. — 606 p. — ISBN 90 279 7744 5.

на немецком языке
- Biener F. A. Geschichte der Novellen Justinian's. — Berlin: Dümmler, 1824. — 621 p.
- Conrat M. Geschichte der Quellen und Literatur des römischen Rechts im früheren Mittelalter. — Leipzig, 1891. — 645 p.
- Kaiser W. Die Epitome Iuliani: Beiträge zum römischen Recht im frühen Mittelalter und zum byzantinischen Rechtsunterricht. — Vittorio Klostermann, 2004. — 1006 p. — ISBN 1610-6040.
- Krüger P. Geschichte der Quellen und Litteratur des römischen Rechts. — Leipzig, 1888. — 395 p.
- Pfannmüller G. Die Kirchliche Gesetzgebung Justinians Hauptsächlich Auf Grund Der Novellen. — Berlin, 1902. — 94 p.
- Zachariae von Lingenthal, K. E. Zur Geschichte des Authenticum und des Epitome Novellarum des Antecessor Julianus (нем.) // Sitzungsberichte der Königlich Preussischen Akademie der Wissenschaften zu Berlin. — Berlin, 1882. — Bd. 45, H. 2. — S. 993-1003.

на русском языке
- Азаревич Д. И. 1 // История византийского права. — Ярославль: Тип. Г. В. Фалька, 1876. — 118 с.
- Азаревич Д. И. 2 // История византийского права. — Ярославль: Тип. Г. В. Фалька, 1877. — 176 с.
- Белякова Е. В. К вопросу о судьбе Новелл Юстиниана в 93 главах в составе славянских Кормчих // Russica Romana. — Fabrizio Serra Editore, 2010. — Т. XVII. — С. 33-42.
- Кэпштейн Х.[нем.]. Парики в ранней Византии. Проблема статуса и хронологии // Византийский временник. — Наука, 1989. — Т. 50. — С. 3-13.
- Максимович К. А. Право и Церковь // Православная энциклопедия. — М., 2004. — Т. VIII. — С. 181–192.
- Максимович К. А. Законодательство императора Юстиниана I (527-565 гг.) в современном русском переводе: Из опыта работы над проектом // Вестник ПСТГУ I: Богословие. Философия. — 2007а. — Вып. 17. — С. 27-44.
- Максимович К. А. Церковные новеллы св. Императора Юстиниана I о монашестве (часть I): новеллы V и LXXIX // Вестник ПСТГУ I: Богословие. Философия. — 2007б. — Вып. 4 (20). — С. 38-51.
- Максимович К. А. Новелла CXXIII св. императора Юстиниана I (527–565 гг.) «О различных церковных вопросах» (перевод и комментарий) // Вестник ПСТГУ. — 2007в. — Вып. 3 (19). — С. 22-54.
- Максимович К. А. Влияние канонического права единой церкви на церковное законодательство императора Юстиниана (на материале новеллы CXXIII) // XVIII Ежегодная богословская конференция Православного Свято-Тихоновского гуманитарного университета. Материалы.. — М.: Изд-во ПСТГУ, 2008а. — Т. I. — С. 118-122. — ISSN 978-5-7429-0419-9.
- Максимович К. А., Сильвестрова E.B. Рец.: Избранные новеллы Юстиниана. Вводная статья, перевод и комментарий В. А. Сметанина. Екатеринбург, Издательство Уральского университета, 2005. 340 с. // Вестник ПСТГУ III: Богословие. — 2008. — Вып. 1 (11). — С. 136-142.
- Медведев И. П. Правовая культура Византийской империи. — СПб.: Алетейя, 2001. — 576 с. — (Византийская библиотека. Исследования). — ISBN 5-89329-426-2.
- Пухта Г. Ф. История римского права. — М., 1864. — 576 с.
- Савиньи, Ф. К. Система современного римского права. — М.: Статут, 2011. — 510 с. — ISBN 978-5-8354-0770-5.
- Серов В. В. Рецензия на: Избранные новеллы Юстиниана // Византийский временник  / Вводная статья, перевод и комментарий В.А. Сметанина. — Наука, 2008. — Т. 67 (92). — С. 263-268.
- Сильвестрова E.B. Новелла III Юстиниана и юридическая природа прав церкви Константинополя на её имущество в начале VI в. н.э. // Византийский временник. — М.: Наука, 2006. — Т. 65 (90). — С. 29-36.
- Сметанин В. А. Узловые проблемы византийского права // Урал. гос. ун-т Античная древность и средние века. — Екатеринбург, 1999. — Вып. 30. — С. 62-64.
- Сметанин В. А. О специфике инвариантной информации «Новелл Юстиниана» // Урал. гос. ун-т Античная древность и средние века. — Екатеринбург, 2000. — Вып. 31. — С. 45-59.
- Удальцова З. В. Законодательные реформы Юстиниана // Византийский временник. — Москва: Наука, 1965. — Т. 26. — С. 3-45.
- Щапов Я.Н. Собрание новелл Юстиниана в 87 главах в древнерусской письменности // IVS ANTIQVVM. Древнее право. — Ярославль, 1998. — Вып. 1(3). — С. 108-112.

на французском языке
- Noailles P. Les collections de Novelles de l'Empereur Justinien. — 1914. — 229 p.

## Электронные издания
- (англ.) Кодекс Юстиниана с примечаниями Фреда Х. Блума
- (англ.) Новеллы Юстиниана, изданные Фредом Х. Блумом
- (лат.) Латинское издание новелл Юстиниана Архивная копия от 13 июля 2012 на Wayback Machine
- (англ.) Новеллы Юстиниана в переводе С. П. Скотта